# ملعب بينيتو فيامارين

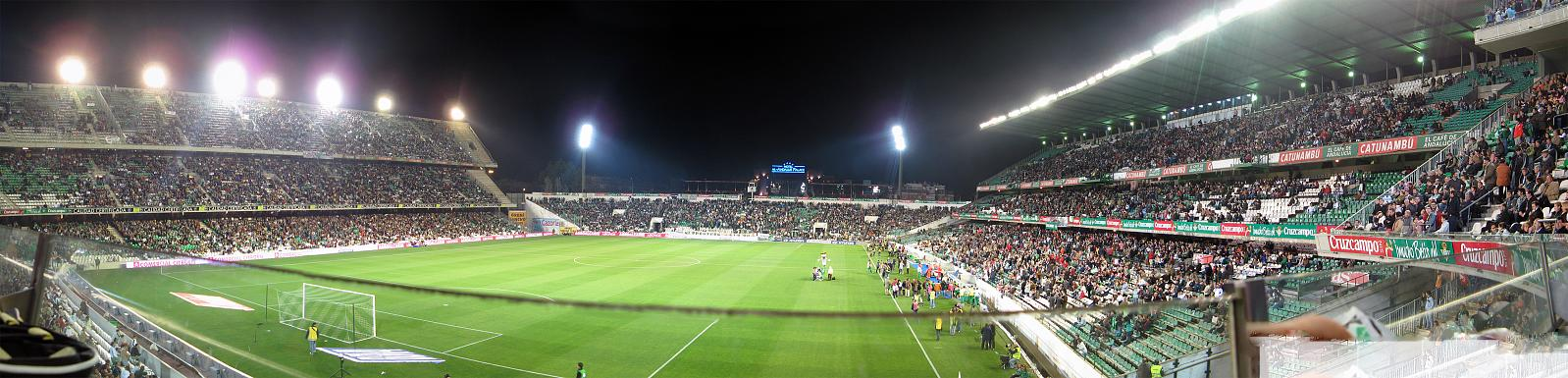

ملعب بينيتو فيامارين (بالإسبانية: Estadio Benito Villamarín)‏ هو ملعب كرة قدم في إشبيلية، إسبانيا. وهو الملعب الرسمي لريال بيتيس. تسع مدرجاته لجلوس 52,745 شخص.

## معرض صور

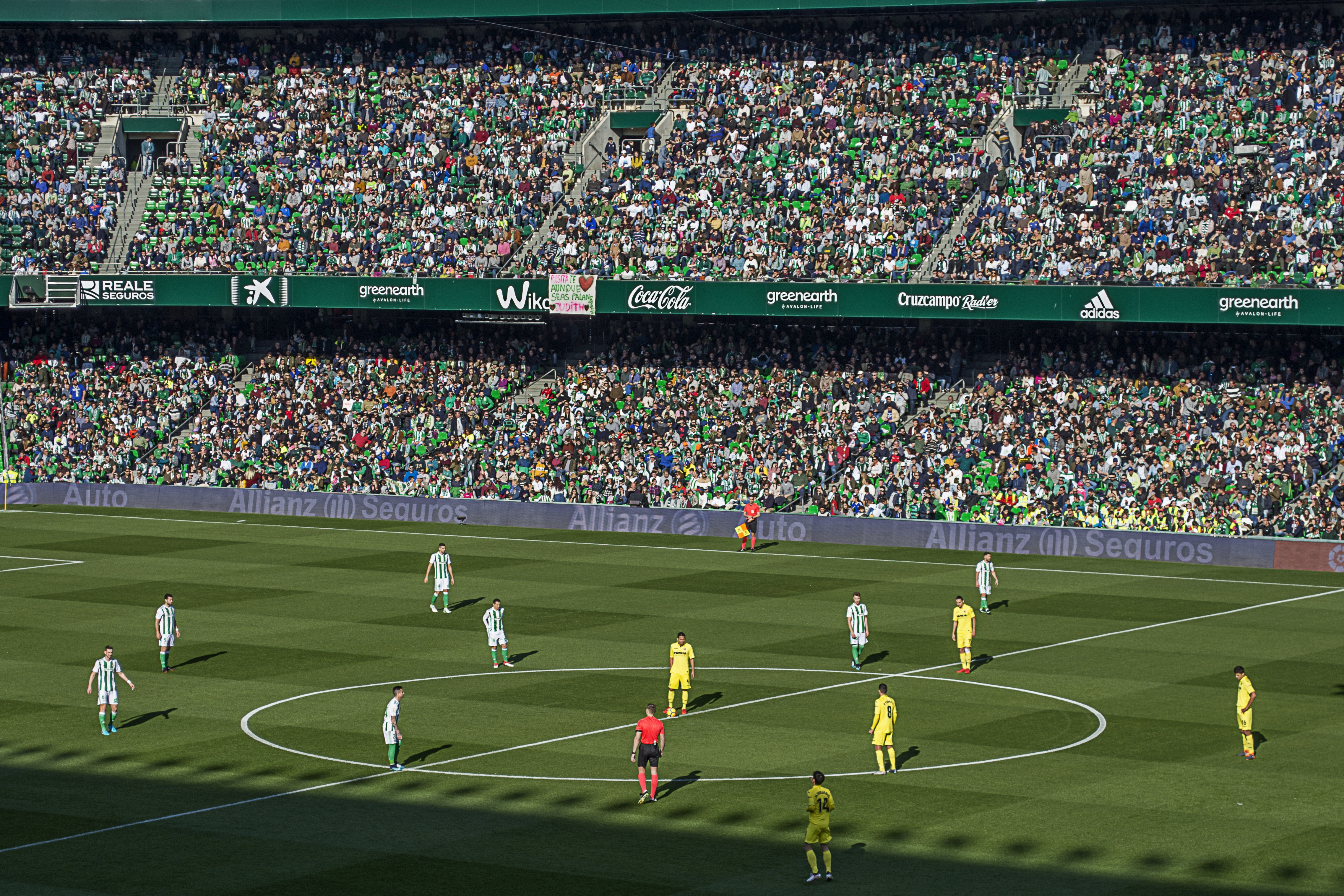
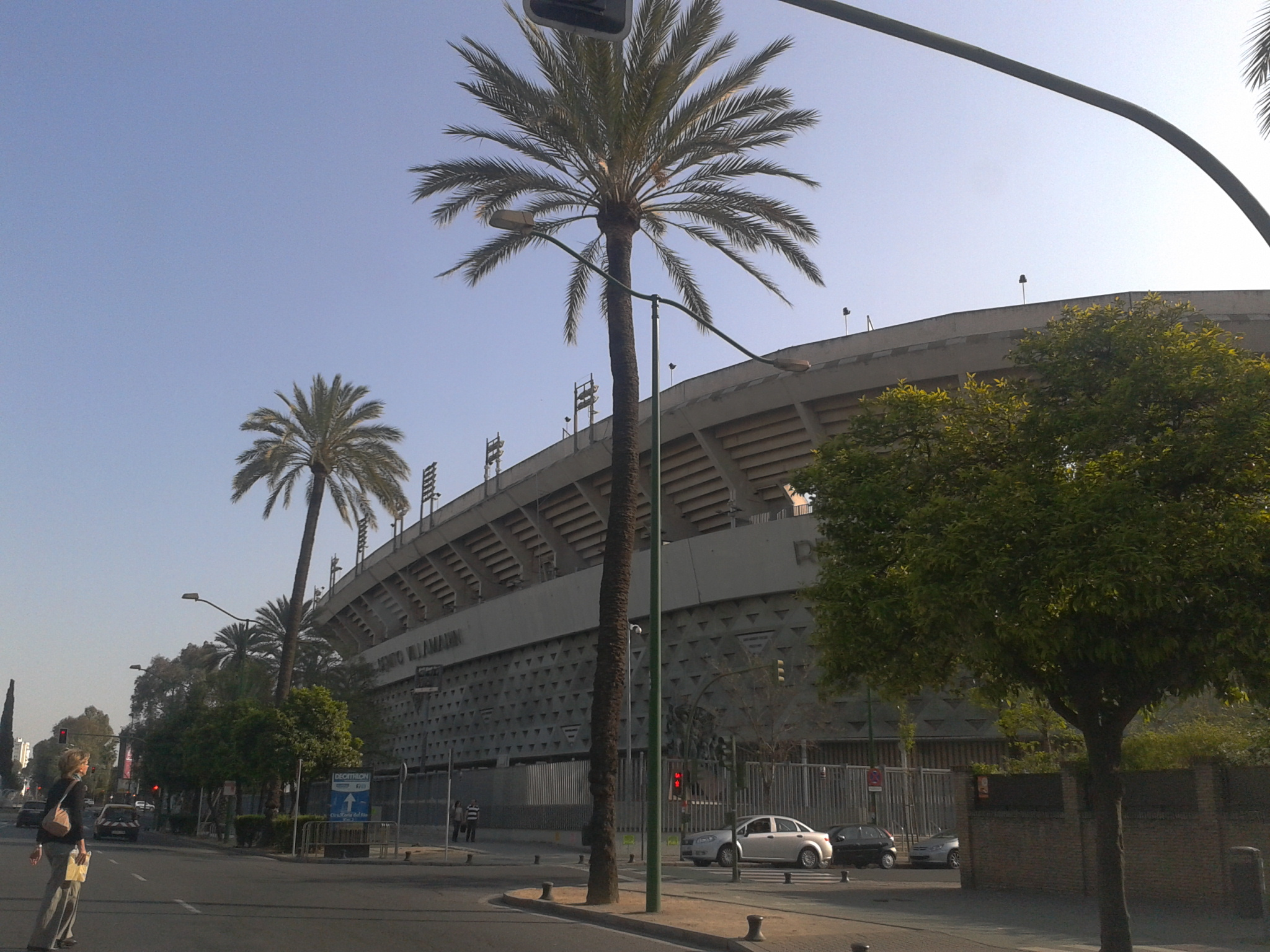
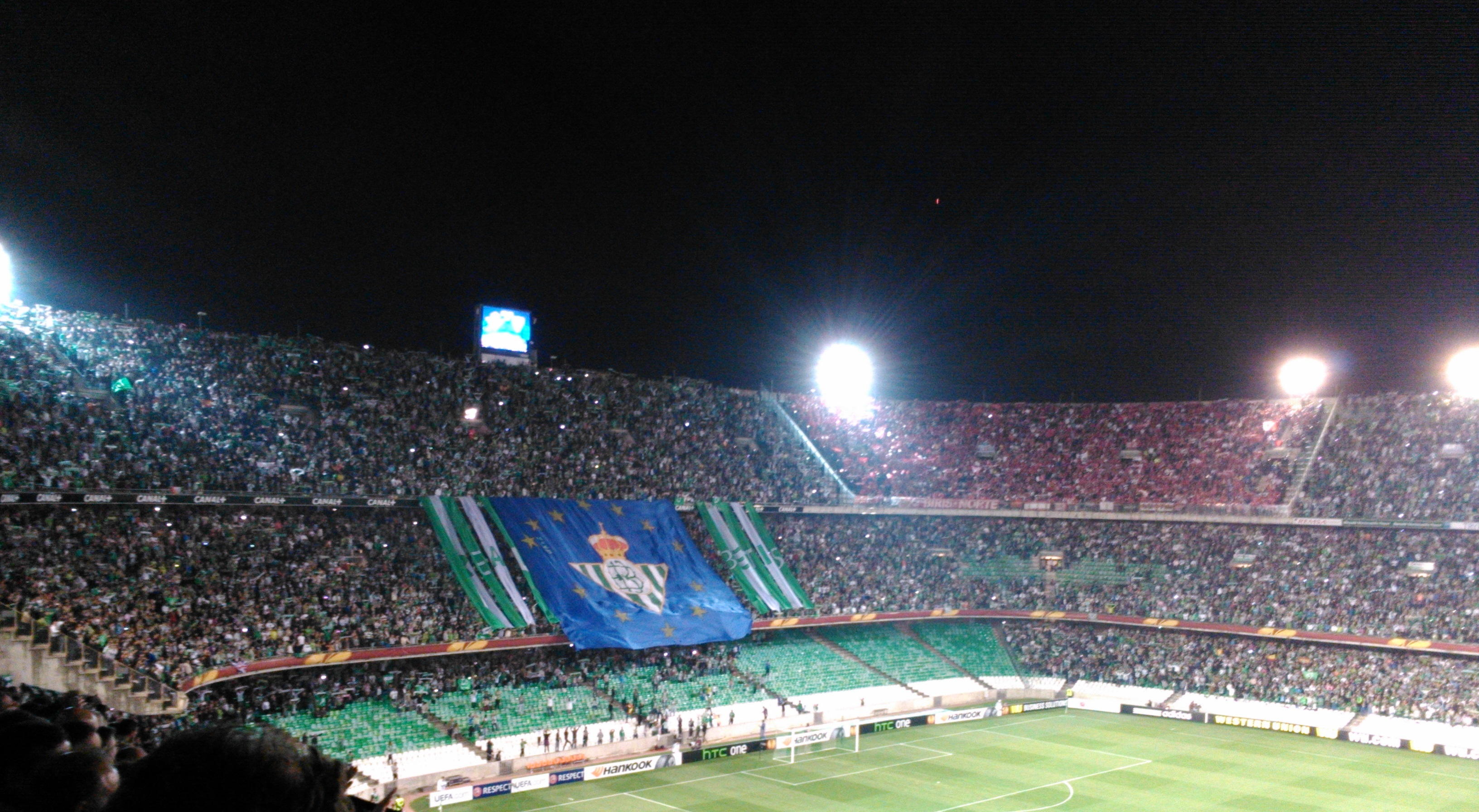
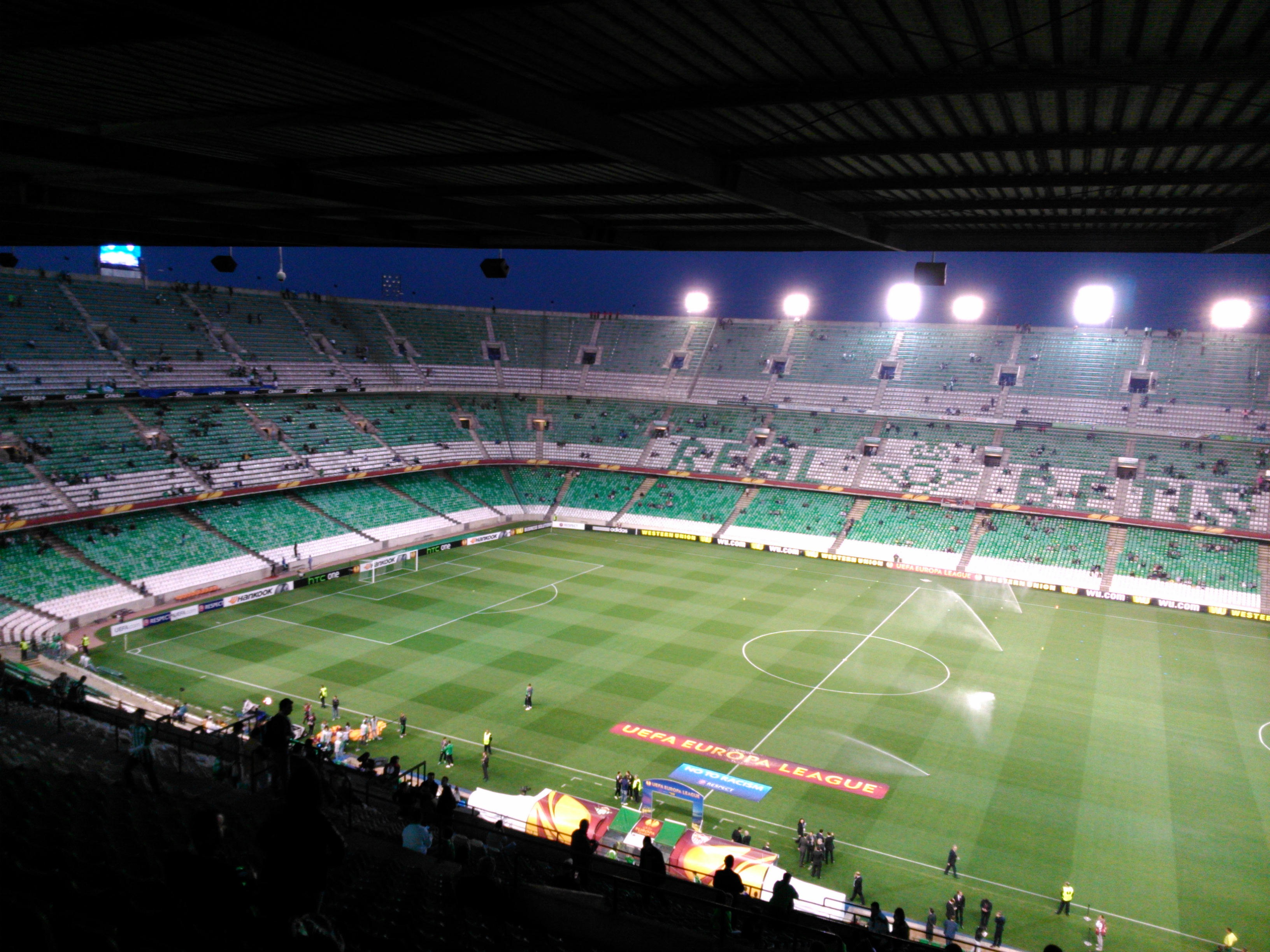

## وصلات خارجية
- صور لملعب بينيتو فيامارين
- تاريخ الملعب